# Dolina Bobru
Dolina Bobru – dolina rzeki Bóbr. Zgodnie z podziałem fizycznogeograficznym Jerzego Kondrackiego mikroregion wchodzący w skład Pogórza Zachodniosudeckiego, natomiast według Wojciecha Walczaka do Pogórza Izerskiego. Oddziela dwa mezoregiony – Pogórze Izerskie (332.26) i Pogórze Kaczawskie (332.27) między Wleniem a Bolesławcem.
Dolina Bobru powyżej i poniżej Wlenia oraz powyżej Lwówka ma charakter przełomowy. Miejscami rozszerza się do kilku kilometrów. Rzeka meandruje.
Zbocza doliny i jej podłoże zbudowane są ze skał osadowych, wulkanicznych i metamorficznych różnego wieku – od prekambru do trzeciorzędu, należących do bloku karkonosko-izerskiego, metamorfiku kaczawskiego oraz niecki północnosudeckiej. Dno doliny w znacznej mierze wyścielają grube pokłady czwartorzędowych żwirów i piasków.

## Ważniejsze miejscowości
- Pilchowice
- Wleń
- Lwówek Śląski
- Żerkowice
- Rakowice Wielkie
- Rakowice Małe
- Włodzice Małe
- Kraszowice
- Rakowice
- Bolesławiec